# Ville-sur-Terre
Ville-sur-Terre è un comune francese di 125 abitanti situato nel dipartimento dell'Aube nella regione del Grand Est.

## Società

### Evoluzione demografica
Abitanti censiti